# 瓦尔格雷根蒂诺
瓦尔格雷根蒂诺（義大利語：Valgreghentino），是意大利莱科省的一个市镇。总面积6平方公里，人口3352人，人口密度558.7人/平方公里（2009年）。国家统计（ISTAT）代码为097082。

## 友好城市
- 法國罗拉地区圣雷米